# Amiran Kardanof
Amiran Kardanof (grekiska: Αμιράν Καρντάνοφ, ryska: Амиран Авданович Карданов: Amiran Avdanovitj Kardanov), född den 19 augusti 1976 i Tjikolai Nordossetiska ASSR i Sovjetunionen (nu Nordossetien i Ryssland), är en före detta grekisk brottare som tog OS-brons i flugviktsbrottning i fristilsklassen 2000 i Sydney.